# Tinda Lwimba
Tinda Lwimba est un artiste peintre congolais,.